# Track Top-40
Track Top-40 är den danska top 40 singellistan som sänds varje torsdag vid midnatt på hitlisten.nu. Listan kombinerar de 40 bäst säljande singlarna när det gäller digitala downloads och CD-singlar. Listan sammanställs av Nielsen Music Control åt International Federation of the Phonographic Industry.
Trackslisten etablerades den 1 november 2007 och ersatte den tidigare Top-20 listan som upphörde i oktober 2007.